# Sant Quirze del Vallès (kommun)
Sant Quirze del Vallès är en kommun i Spanien.   Den ligger i provinsen Província de Barcelona och regionen Katalonien, i den östra delen av landet, 500 km öster om huvudstaden Madrid. Antalet invånare är 18 994. Arean är 14,3 kvadratkilometer. Sant Quirze del Vallès gränsar till Terrassa, Sabadell, Cerdanyola del Vallès, Rubí och Sant Cugat del Vallès. 
Terrängen i Sant Quirze del Vallès är huvudsakligen platt.